# Дом трудолюбия (Ростов-на-Дону)
Дом трудолюбия — здание (Дом трудолюбия), построенное в Ростове-на-Дону на средства купца, потомственного почетного гражданина города, главы городской думы Петра Романовича Максимова.
Является памятником градостроительства и архитектуры регионального значения.
Бывшие корпуса расползаются: Красноармейская улица, дом 99; Нахичеванский переулок, дом 27 и 29.

## История

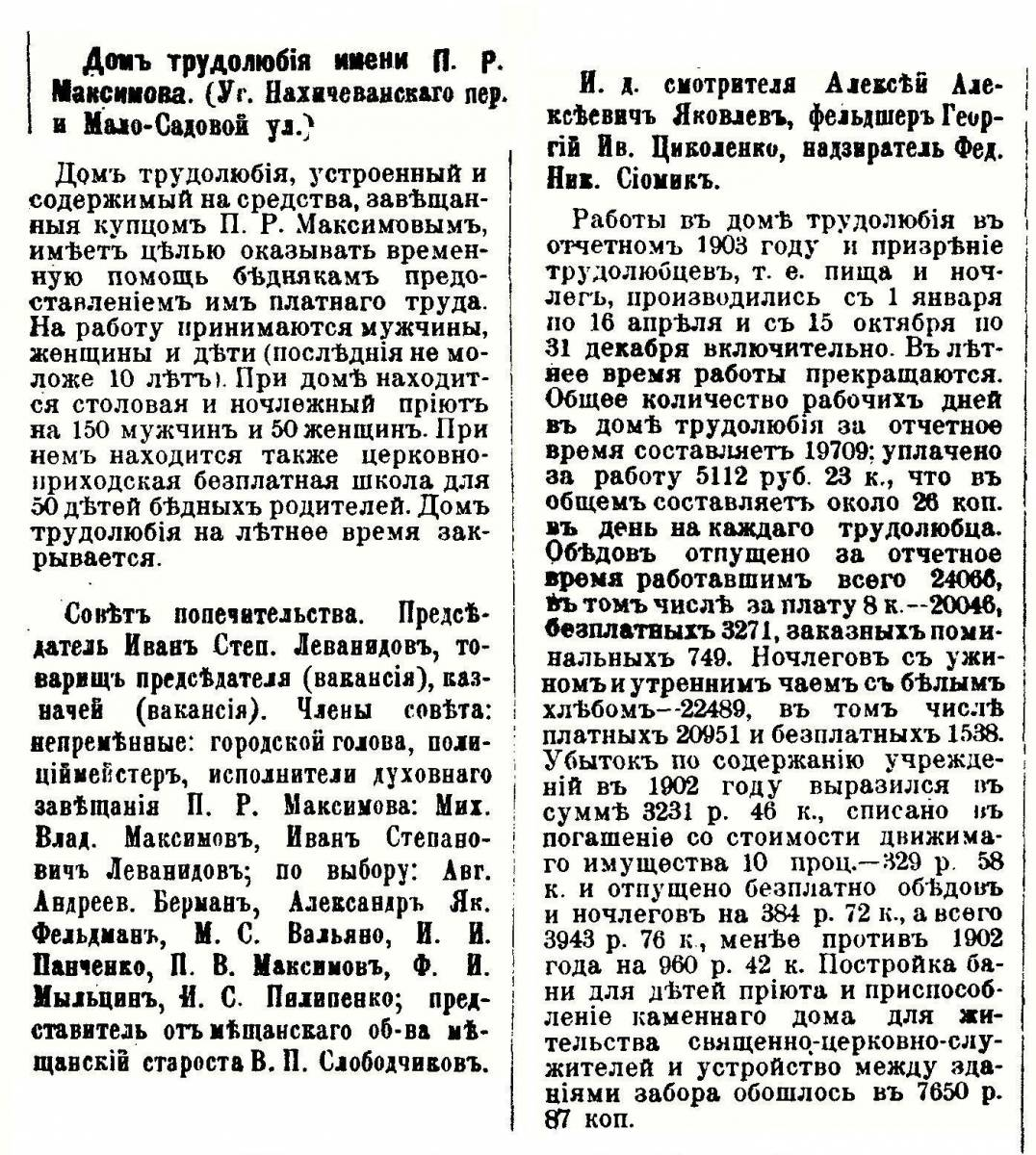
Статья в справочнике 1905 года

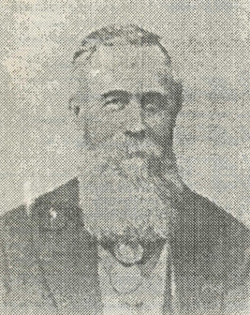
П. Р. Максимов

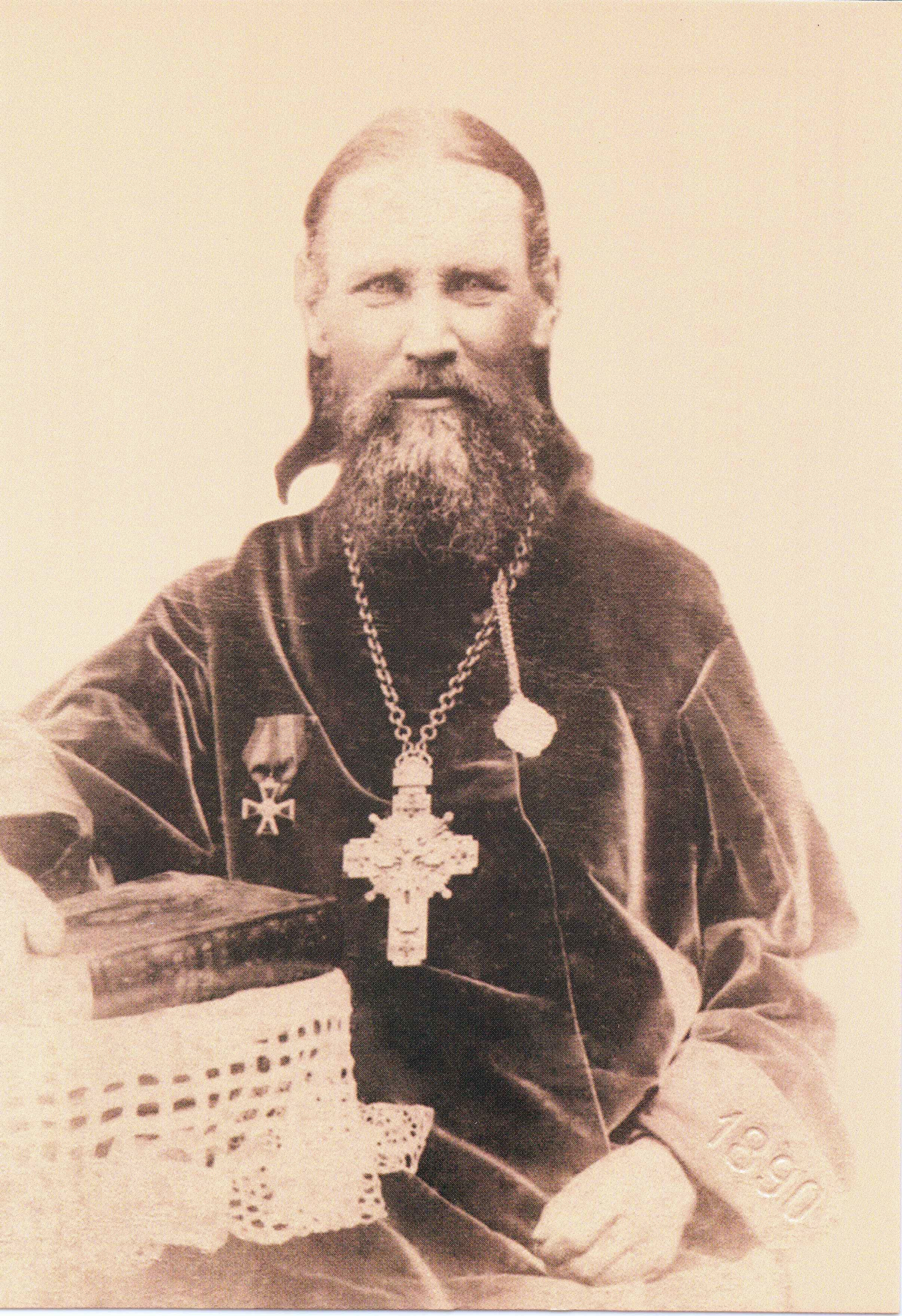
Иоанн Кронштадтский

30 марта 1896 года император Николай II утвердил «Устав попечительства о Доме трудолюбия имени Петра Романовича Максимова и о других домах трудолюбия и связанных с ними благотворительных учреждений в г. Ростове на Дону». Попечительство находилось под покровительством императрицы Александры Фёдоровны, канцелярия комитета попечительства размещалась в санкт-петербургском Зимнем дворце. Ростовский Дом трудолюбия стал первым и единственным в России благотворительным учреждением, названным именем местного купца. Представитель промышленно-торговой династии, купец 1-й гильдии П. Р. Максимов завещал 200 тысяч рублей на создание и содержание этого благотворительного учреждения.
Комплекс зданий Дома трудолюбия был построен уже после смерти Петра Романовича (умер в 1895 году). 15 июля 1896 года советом попечительства были утверждены проекты корпусов дома трудолюбия, составленные академиком архитектуры Г. А. Эмериком и инженером Ф. К. Шимкевичем. 28 июля 1896 года состоялась закладка корпусов. Здесь были устроены различные ремесленные мастерские; имелся водопровод, отопление и свет, при доме были обустроены общежития с банями, прачечными, библиотекой, детскими яслями. 5 октября 1897 года здание было освящено специально для этого приехавшим протоиереем — Иоанном Кронштадтским, стоявшим у истоков первого Дома трудолюбия в Российской империи — кронштадтского, открытого в 1881 году. Совет попечительства Дома трудолюбия в 1896 году возглавил известный горожанин — И. С. Леванидов. В совет, кроме наследников П. Р. Максимова, также входили в разное время другие известные граждане города, включая Н. Е. Врангеля. Рядом в 1903 году была построена церковь.
В годы Первой мировой войны Дом трудолюбия не в состоянии был вместить всех желающих. По приказу Военного министерства главное здание занял 69-й эвакуационный госпиталь для лечения раненых и больных воинов. Дом трудолюбия приостановил традиционную деятельность, продолжали функционировать только училище и приют для девочек-сироток, разместившиеся в подсобных помещениях.
Дом трудолюбия прекратил своё существование в 1917 году при Временном правительстве, что отчасти было связано с продолжающейся Первой мировой войной. После Октябрьской революции и Гражданской войны, здание перешло в ведомство городской больницы, а затем мединститута. В настоящее время в нём находится администрация  Ростовского государственного медицинского университета.